# Onésime et la Grève des mineurs
 (août 2025).
Pour plus de détails, voir Fiche technique et Distribution.
Onésime et la Grève des mineurs est un film muet français réalisé par Jean Durand et sorti en 1912.

## Fiche technique
- Réalisation : Jean Durand
- Société de production : Société des Établissements L. Gaumont
- Pays d'origine : France
- Format : Muet - Noir et blanc - 1,33:1 - 35 mm
- Métrage : 182 m
- Genre :   Comédie
- Durée : inconnue
- Année de sortie : France : 1912

## Distribution
- Ernest Bourbon : Onésime
- Gaston Modot